# Hettitiska
Hettitiska är ett utdött språk som talades av hettiterna som levde i Anatolien i nuvarande Turkiet. Språket är känt i skrift från det andra årtusendet f.Kr. och tillhör språkgruppen anatoliska språk bland de indoeuropeiska språken.

## Språkhistoria
Huvudartikel: Hettitisk litteratur
De äldsta texterna skrivna på hettitiska är daterade till omkring 1600 f.Kr., beroende på vilken kronologi som används. Detta gör hettitiskan till det äldsta kända av de indoeuropeiska språken. Hettitiska talades i Hettiterriket och användes som officiellt språk tillsammans med det närbesläktade luviska språket. Det finns ett stort antal texter bevarade skrivna på hettitiska som berör alla aspekter av det hettitiska samhället. Efter Hettiterrikets fall cirka 1200 f.Kr. upphör skriftliga belägg för språkets vidare existens.

## Upptäckten
Hettitiskan var helt okänd fram till dess att två forntida brev sända från landet Arzawa hittades i Egypten i slutet av 1800-talet. Dessa publicerades 1902 av den norske språkforskaren Jørgen Alexander Knudtzon. Det stora framsteget kom ett årtionde senare när den tjeckiske språkforskaren Bedřich Hrozný 1915 publicerade sina teorier om de hettitiska texter tyska arkeologer funnit i Bogazköy i Turkiet.
När språket upptäcktes gavs det namnet hettitiska efter de hettiter som nämndes i Gamla Testamentet i Bibeln. Det hettitiska riket hette även Hatti, men själva kallade hettiterna sitt språk för nesili.
Eftersom hettitiskan avvek i sin struktur och fonologi från andra indoeuropeiska språk ansåg språkforskare som Warren Cowgill att hettitiskan skulle klassificeras som ett systerspråk till indoeuropeiskan, men de flesta forskare har kommit att anse hettitiska som ett vanligt dotterspråk. Därför finns begreppet indo-hettitiska, men framförallt i äldre litteratur.

## Indoeuropeiska rötter
Hettitiskan bevarade några av de mest arkaiska dragen från det indoeuropeiska urspråket, vilket gått förlorat i de flesta andra bevarade indoeuropeiska språk. Språkforskaren Ferdinand de Saussure hade redan 1879 lagt fram sina teorier om ett bortfallet ljud, coefficients sonantiques, i de då kända språken. Denna laryngalteori bekräftades av närvaron av laryngaler (h) i många hettitiska ord. Hettitiskan visade sig även vara ett kentumspråk, medan dess systerspråk luviska snarare var ett satemspråk. 
Ett annat arkaiskt drag i hettitiskan är frånvaron av grammatiska element som återfinns i de andra äldre kända indoeuropeiska språken, såsom i klassisk grekiska och sanskrit. Hettitiskan har två genus, maskulinum och neutrum, men inget femininum. Det är därför mer korrekt att tala om animat och inanimat form vilket ger hettitiskan drag av ett ergativt språk. Den för indoeuropeiska språk typiska ändelsen -s i nominativ maskulinum singular utelämnas oftast i översättningar av hettitiska namn.